# Fort Dodge Stampede
Fort Dodge Stampede è un film del 1951 diretto da Harry Keller.
È un western statunitense con Allan Lane, Chubby Johnson e Mary Ellen Kay.

## Produzione
Il film, diretto da Harry Keller su una sceneggiatura di Richard Wormser, fu prodotto dallo stesso Keller per la Republic Pictures e girato nell'Iverson Ranch a Chatsworth, Los Angeles, California da metà aprile a fine aprile 1951.

## Distribuzione
Il film fu distribuito negli Stati Uniti dal 24 agosto 1951 al cinema dalla Republic Pictures. È stato distribuito anche in Brasile con il titolo Covil de Ladrões.

## Promozione
Le tagline sono:
- Renegade Roundup Time!
- Outlaw Vengeance! Six-Guns Smoke Out A Killer Gang When "Rocky" Uncovers A Dead Man's Secret!